# Гермиян (бейлик)
 Тази статия е за анадолския бейлик.  За други значения вижте Гермиян (пояснение).  
Гермиян (Бейлик Гермиян) е анадолско емирство (бейлик), съществувало във времето преди формирането на Османската империя и управлявано от династията Гермияноглу.
Около 1378 година османският владетел Мурад I жени сина си Баязид за дъщеря на владетеля на Гермиян, като на практика анексира емирството.